# Connarus latifolius
Connarus latifolius är en tvåhjärtbladig växtart som beskrevs av Nathaniel Wallich. Connarus latifolius ingår i släktet Connarus och familjen Connaraceae. Inga underarter finns listade i Catalogue of Life.